# Quillaja lancifolia
Quillaja lancifolia (sin. Quillaja brasiliensis), biljna vrsta u porodici Quillajaceae, raširena po jugu Brazila i susjednim područjimaq Argentine i Urugvaja.
Q. brasiliensis je zimzeleni grm ili stablo. Medicinska svojstva nisu poznata, ali kora drveta je bogata saponinima, te može služiti kao sapun i insekticid, a s tkanine uklanja masne mrlje bez utjecaja na boju.

## Sinonimi
- Fontenellea brasiliensis A.St.-Hil. & Tul.
- Quillaja brasiliensis (A.St.-Hil. & Tul.) Mart.
- Quillaja lanceolata D.Dietr.
- Quillaja sellowiana Walp.

- listovi